# 分散インタラクティブ仮想環境
DIVE (分散インタラクティブ仮想環境, Distributed Interactive Virtual Environment) は S. D. ベンフォードらによって開発された共同作業 (CSCW) などのための仮想環境である．
DIVE は、仮想空間上のオブジェクト (アバターとしての人間もふくむ) はその周囲にオーラ (aura) とよばれる領域をもち、それが他者のオーラとかさなると会話などの相互作用がうまれるというモデルにもとづいている。相互作用はあるかないかの 2 とおりであり、そのつよさはモデル化されていない。人間どうしの会話だけでなく、ホワイトボードなどの受動的な物体もあわせてモデル化しようとしている。